# Power BI
A Power BI a Microsoft üzleti elemző szolgáltatása. Célja, hogy interaktív adatvizualizációt és üzleti intelligencia képességeket biztosítson egy olyan felülettel, amely elég egyszerű ahhoz, hogy a végfelhasználók elkészítsék saját jelentéseiket és dashboardjaikat.

## Általános információk
A Power BI felhőalapú BI-szolgáltatásokat nyújt "Power BI Services" néven, az asztali gépekre szánt változat elnevezése "Power BI Desktop". Ezen kívül adattárház szolgáltatást is kínál, beleértve az adatok előkészítését, az adatok felfedezését és az interaktív dashboardokat. 2016 márciusában a Microsoft kiadta a Power BI Embedded nevű kiegészítő szolgáltatást az Azure felhőplatformján. A termék egyik legnagyobb előnye az egyéni vizualizációk betölthetősége.

## Története
Az alkalmazás ötletét eredetileg Thierry D'Hers és Amir Netz, az SQL Server Reporting Services csapat tagjai vetették fel a Microsoftnál. Az eredeti terveket Ron George 2010 nyarán készítette akkor még Project Crescent néven. A Project Crescent először 2011. július 11-én volt letölthető a SQL Server Codename Denali részeként. Később megkapta a Power BI nevet, és a Microsoft 2013 szeptemberében mutatta be mint Power BI for Office 365. A Power BI első kiadása Microsoft Excel-bővítményeken alapult: Power Query, Power Pivot és Power View. Idővel a Microsoft számos további funkciót is hozzáadott, például a kérdések és válaszok, a nagyvállalati szintű adatkapcsolat és a biztonsági beállítások a Power BI Gatewayek segítségével. A Power BI először 2015. július 24-én került a nagyközönség elé.

## Főbb részei
A Power BI termékcsalád főbb elemei:
Power BI Desktop
Asztali, Windows alapú alkalmazás PC-kre, elsősorban jelentések készítésére és a Service-beli közzétételére.
Power BI Service
Saas alapú online szolgáltatás (korábbi nevén Power BI for Office 365, mostanában sokszor PowerBI.com-ként vagy csak egyszerűen Power BI-ként említik).
Power BI Mobile Apps
Alkalmazások Android és iOS eszközökre, valamint Windows telefonokra és táblagépekre.
Power BI Gateway
Az átjárókat (gateway-eket) külső adatok szinkronizálására lehet használni a Power BI-ba vagy onnan vissza. Használható továbbá az Office 365-beli Flows és PowerApps alkalmazásokban is.
Power BI Embedded
A Power BI REST API használható dashboardok és jelentések készítésére egyedi alkalmazásokon keresztül, melyek Power BI vagy nem Power BI felhasználókat is kiszolgálhatnak.
Power BI Report Server
Egy jelentéskészítő kiszolgáló megoldás olyan cégek részére, melyek nem akarják vagy nem tudják adataikat a felhőalapú Power BI szolgáltatásban tárolni.
Power BI Visuals Marketplace
Piactér egyedi vizualizációk és R-vizualizációk beszerzésére.

## Fordítás
- Ez a szócikk részben vagy egészben a Power BI című angol Wikipédia-szócikk ezen változatának fordításán alapul.  Az eredeti cikk szerkesztőit annak laptörténete sorolja fel. Ez a jelzés csupán a megfogalmazás eredetét és a szerzői jogokat jelzi, nem szolgál a cikkben szereplő információk forrásmegjelöléseként.